# ENO
ENO（イーノ）は、日本のロックバンド、POLYSICSのアルバム。2001年6月6日、キューンレコードよりリリース。

## 概要
メジャー2ndフルアルバム。バンドサウンドが前面に出た前作『NEU』とは一転、シンセサイザーが前面に出たテクノポップ色のアルバムである。
収録曲の曲名は、英題と邦題がつけられている。
このアルバムのレコーディングから、現メンバーのフミ（Ba）が参加、POLYSICSに正式加入した。このことによって、本アルバムは4人体制での初のアルバムとなった。
また、本アルバムにはプロデューサーとして、岡野ハジメが参加している。

## 収録曲
1. WAKE UP, POLYSICS! (目覚ませポリシックス!) (2:02)
2. NEW WAVE JACKET (reform) (ニューウェーブジャケット) (3:01)
3rdシングル曲のアルバムバージョン。イントロがシングルバージョンよりも長い。ライブではこちらのバージョンが演奏されている。
3. WEAK POINT (ウィークポイント) (3:01)
4. KASUGAI (カスガイ) (3:14)
5. COMMODOLL (夢見るコモドール) (3:20)
6. BYE BYE RED SNEAKER (バイ・バイ・レッド・スニーカー) (4:22)
7. KI.KA.I.DA! (キ・カ・イ・ダ!) (4:17)
8. ENO (イーノ) (3:27)
9. 1&I (ワン&アイ) (3:17)
10. H MAJOR (ハー・メジャー) (3:25)
11. HIGHWAY RULE (ハイウェイ・ルール) (3:21)
12. AT-AT (エーティー・エーティー) (2:51)

全作詞・作曲：Hiroyuki Hayashi　編曲：Hajime Okano, POLYSICS